# Afromelanichneumon concinnator
Afromelanichneumon concinnator là một loài tò vò trong họ Ichneumonidae.